# مرآة

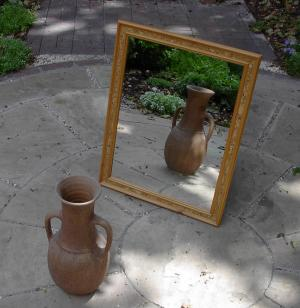
مرآة تعكس مزهرية.

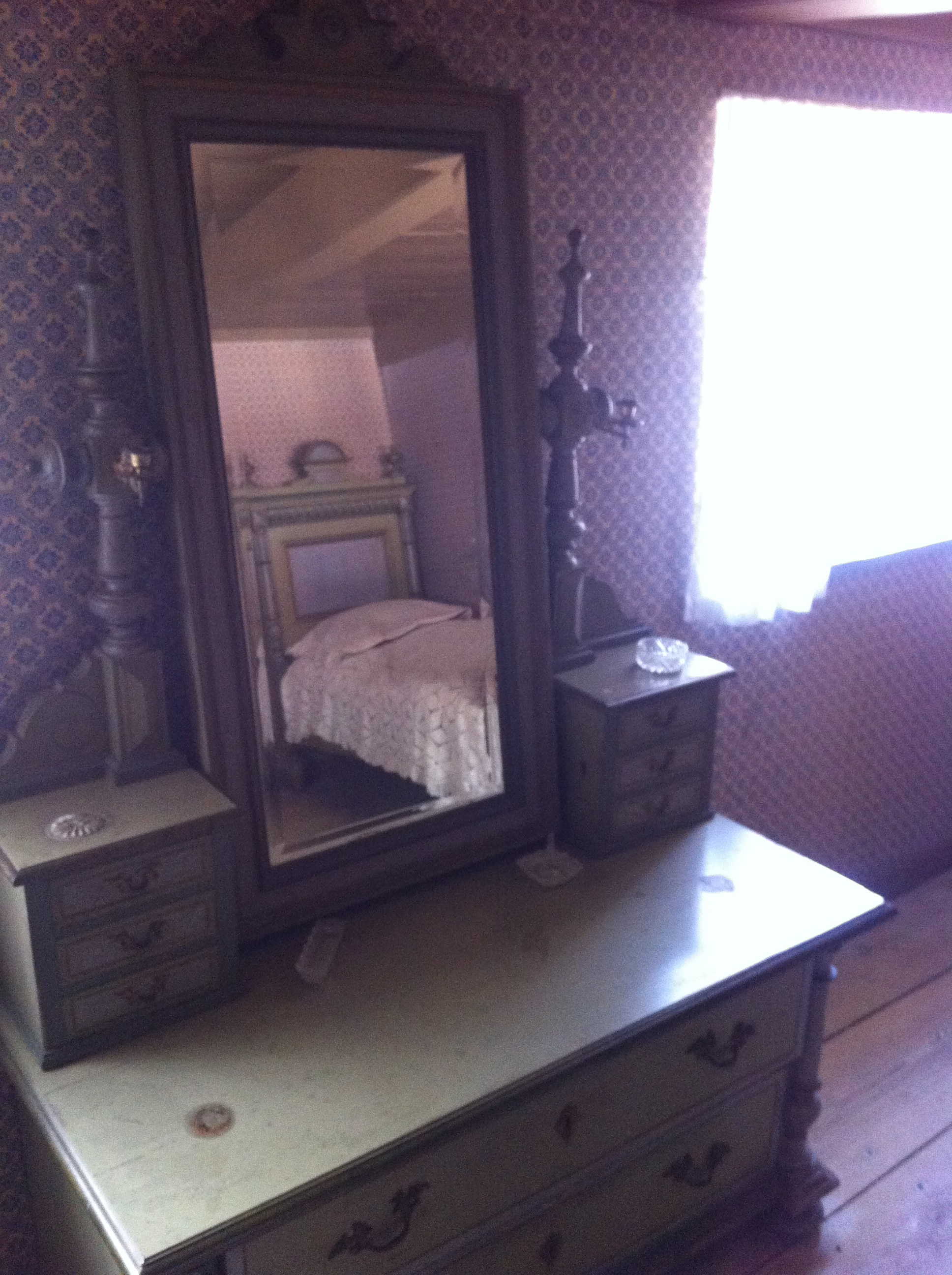
مرآة على خزانة أدراج.

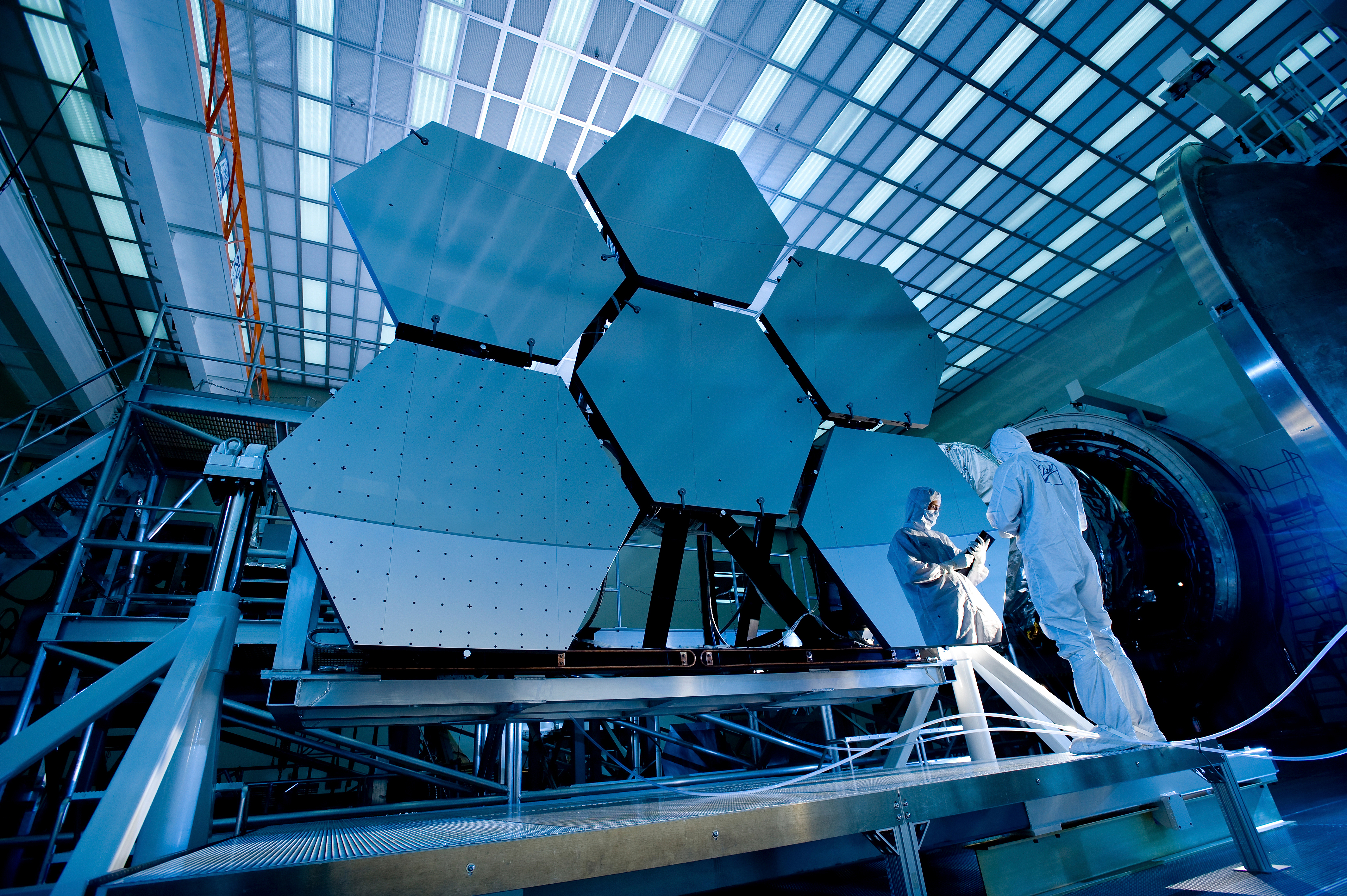
مرايا مستخدمة في صناعة مقراب.

المِرْآة (الجمع: مَرَاءٍ ومَرَايَا) هي أداة لها القابلية على عكس الضوء بطريقة تحافظ على الكثير من صفاتهما الأصلية قبل ملامسة سطح المرآة. وتعمل بعض المرايا على ترشيح بعض الأطوال الموجية، بينما تحافظ على أطوال موجية أخرى عند الانعكاس، وهذا يختلف عن الأدوات الأخرى العاكسة للضوء، والتي لا تحافظ على الكثير من خواص الموجة الأصلية عدا اللون، وتعمل على تشتيت الضوء المعكوس.
أكثر المرايا شيوعاً هي المرآة المسطحة، وقد تستخدم المرايا المنحنية لتكوين صورة مكبرة أو مصغرة أو لتركيز الضوء أو تشتيت الصورة المعكوسة.
تستخدم المرآة للتأنق الشخصي والتزيين، كما تستخدم المرايا أيضاً في الأدوات العلمية مثل التلسكوب والليزر والكاميرا والأدوات الصناعية. تصمم معظم المرايا للاستخدام مع الضوء المرئي، وهناك أنواع من المرايا مصممة لأنواع أخرى من الموجات أو الأطوال الموجية أو الموجات الكهرومغناطيسية، وخاصة في الأدوات غير البصرية.عيوب الصورة الحقيقة في المرايا المقعرة
الزوغان التشوة الكروي وهو يجعل الصورة تبدو غير واضحة

## لمحة تاريخية

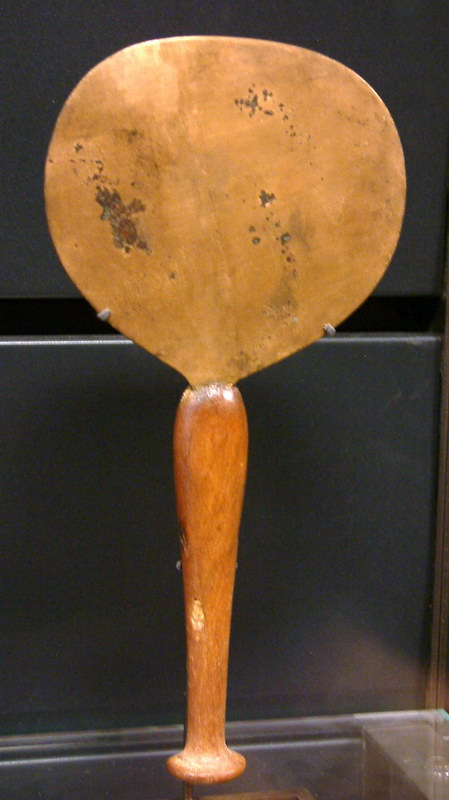
مرآة من البرونز من عصر الفراعنة في مصر, 1200 سنة قبل الميلاد.

أقدم مرآة استخدمها الإنسان كانت على الأرجح برك الماء الساكن الداكنة اللون، أو الماء المجموع في أوانٍ بدائية، أما أقدم مرآة مصنعة فكانت قطعاً من الحجارة المصقولة مثل السبج وهو نوع من الزجاج البركاني الطبيعي، وقد وجدت بعض المرايا السبجية في الأناضول (تركيا حالياً) تعود إلى حوالي 6000 قبل الميلاد. أما المرايا الحجرية المصقولة في أمريكا الوسطى والجنوبية فتعود إلى حوالي 2000 قبل الميلاد.، وقد صنعت كذلك مرايا من النحاس المصقول في بلاد الرافدين حوالي 4000 قبل الميلاد، وفي مصر القديمة حوالي 3000 قبل الميلاد. أما الصينيون فقد استخدموا مرايا البرونز وصنعوها حوالي 2000 قبل الميلاد، وقد صنعت حضارة كيجي كذلك بعض المرايا من البرونز والنحاس. كما صنعت المرايا من أمزجة معدنية أخرى (سبيكة المرايا المعدنية) مثل النحاس والقصدير في الصين و‌الهند. وكانت المرايا المصنوعة من المعادن الثمينة مقصورة على الأغنياء فقط.
يعتقد أن أول مرآة معدنية مغطاة بالزجاج قد صنعت في صيدا في القرن الميلادي الأول، وقد ورد ذكر المرايا الزجاجية ذو الخلفية الذهبية في موسوعة بلينيوس الأكبر الطبيعية والتي كتبت حوالي سنة 77 ميلادي. كما طور الرومان تقنية لتشكيل المرايا الخام عن طريق تغطية الزجاج المنفوخ بالرصاص الذائب.

## التصنيع
تصنع المرايا بتطبيق التغطية العاكسة لمادة أساس مناسبة، وأكثر المواد الأساس شيوعاً هي الزجاج نظراً لشفافيته وسهولة تصنيعه وصلابته وقابليته على امتلاك حواف ناعمة، وعادة ما تطبق التغطية العاكسة على الجانب الخلفي للزجاج بحيث يكون الطرف العاكس من الغطاء محمياً من التآكل والأضرار العرضية من الزجاج في جهة والغطاء نفسه والطلاء الاختياري للحماية الإضافية من جهة أخرى.
صنعت المرايا في العصور القديمة من المعادن الصلبة (البرونز، ولاحقاً الفضة) وكانت غالية الثمن وقليلة الانتشار، وكانت عرضة للتآكل، ونظراً للانعكاسية الضعيفة لهذه المعادن كانت المرايا تعطي صورة أغمق من المرايا الحديثة، ما جعلها غير مناسبة للاستخدام الداخلي خصوصاً مع الإنارة التقليدية في ذلك الوقت (الشموع والفوانيس).
أما المرايا المصنوعة من الزجاج المسطح فقد اخترعها حرفيو الزجاج الفينيسيون في القرن السادس عشر في جزيرة مورانو، حيث قامووا بتغطية الجانب الخلفي من الزجاج بالزئبق، محصلين بذلك انعكاساً شبه كامل وغير مشوش. استخدمت المرايا الفينسية لما يزيد على 100 عام في إطارات مزخرفة فاخرة استخدم لأغراض التزيين في القصور الأوروبية، ولكن سر استخدام الزئبق وصل أخيراً إلى لندن وباريس في القرن السابع عشر خلال التجسس الصناعي. وقد نجحت المعامل الفرنسية كثيرًا في تصنيع المرايا ما جعلها متوفرة لعامة الناس، على الرغم من بقاء مشكلة التسمم بالزئبق.
أما في العصور الحديثة، فيتم إنتاج المرايا عن طريق تشكيل المادة الأساس وتصقلها وتنظيفها، ثم تغطيتها بمادة غير سامة غالباً ما تكون الفضة أو الألمنيوم الحاوي على طبقات من الأغطية:
- كلوريد القصدير الثنائي
- الفضة
- منشطات كيميائية
- النحاس
- الطلاء

## أنواع المرايا الزجاجية
هنالك أنواع متعددة من المرايا الزجاجية، وكل منها يمثل طريقة تصنيع ونوعاً من الانعكاس الخاص:
- مرآة الزجاج الألمنيومية: تصنع من الزجاج المسطح مصنع باستخدام الطلاء الفراغي، حيث ينشر الألمنيوم فوق الزجاج في حجرة مفرغة من الهواء، ثم تطلى بطبقتين أو أكثر من طلاء مقاوم للماء. توفر مرآة الزجاج الألمنيومية انعكاساً حقيقياً ودقيقاً.
- مرآة الزجاج واطئة الألمنيوم: تصنع عن طريق تغطية السطح الخلفي من الزجاج بالفضة وبطبقتين من طلاء واق. يكون هذا النوع من المرايا واضحاً وناقلاً للضوء وناعماً ويعكس الألوان الطبيعية بدقة، يستخدم هذا النوع من الزجاج بكثرة لتأطير العروض التقديمية والمعارض عندما يكون تمثيل الألوان الدقيق للعمل الفني مطلوباً، أو عندما يكون اللون السائد في خلفية العرض التقديمي هو اللون الأبيض.
- مرآة الزجاج الآمنة: تصنع بإلصاق طبقة خاصة من شريحة على السطح الخلفي لمرآة الزجاج الفضية، ما يمنح الحماية من الإصابات عند تكسر الزجاج، ويستخدم هذا النوع من المرايا في الأثاث والأبواب والجدران الزجاجية، والرفوف التجارية والأماكن العامة.
- مرآة الزجاج المطبوعة حريرياً: تصنع باستخدام حبر لا عضوي يطبع نقشات خلال شاشة خاصة على الزجاج، وهناك ألوان ونقشات وأشكال مختلفة لهذا النوع من المرايا. يقاوم هذا النوع من المرايا الأوساخ ويدوم لفترات طويلة مقارنة بالزجاج المطبوع الاعتيادي حيث يمكن أن يستمر لمدة 20 سنة أو أكثر، يستخدم هذا النوع من الزجاج بكثرة لأغراض الديكور (مثل المرايا، وفوق الطاولات، الأبواب، المطابخ وغيرها).
- مرآة الزجاج الفضية: هي مرآة اعتيادية مطلية بالفضة في الجانب الخلفي منها، ما يمكنها من عكس صور الأشياء المقابلة لها، ويصنع هذا النوع من المرايا الزجاجية بتغطية السطح الخلفي للزجاج بشريحة من الفضة والرصاص وطبقتين أو أكثر من طلاء مقاوم للماء، ما يمكن الزجاج من مقاومة الحمض والأوساخ. توفر هذه المرايا صور واضحة وحقيقية، وتستمر لفترات طويلة وتستخدم في الأثاث والحمامات ولأغراض الديكور الأخرى.

أما المرايا الزجاجية المستخدمة في الديكور فغالباً ما تكون مصنوعة يدوياً، ويتوفر تظليلات وأشكال وسماكات مختلفة من الزجاج.

## أنواع المرايا

زاوية السقوط تساوي زاوية الانعكاس.

توجد من المرايا عدة أنواع أبسطها المرآة المستوية التي نعرفها. كما يوجد منها المرآة المكبرة التي يستخدمها البعض منا أثناء حلاقة الذقن. هذه المرآة تسمى «مرآة مقعرة» ولها خصائصها الفيزيائية. وهناك «المرآة المحدبة» في هيئة سطح الكرة الخارجي العاكس، وهذه تعمل على تصغير الصورة، ويقل استخدامها.

### المرآة المستوية
ينعكس شعاع الضوء الساقط على المرآة المستوية بزاوية انعكاس مساوية لزاوية السقوط (إذا كان حجم المرآة أكبر بكثير من الطول الموجي للضوء، فيزياء). بمعنى أنه لو سقط شاع ضوئي على سطح مرآة بزاوية (ثيتا)، فإنه سينعكس من نقطة سقوطه بزاوية (ثيتا) في الاتجاه المعاكس (انظر الشكل).
في المرآة المسطحة، يتغير اتجاه حزمة أشعة متوازية بشكل كامل، ولكن تبقى أشعة الحزمة متوازية. والصور المتكون من المرآة المسطحة هي صورة حقيقية، لها نفس حجم العنصر الأصلي، ولكن الصورة تكون معكوسة في اتجاه واحد (اليمين يصبح يسارا واليسار يصبح يمينا) وفي نفس الوقت إذا كان المرء واقفا فيبدو في المرآة واقفا وليس مشقلبا. تلك من خواص المرآة المستوية فهي تشكل ما يسمى مستوي واحد للتناظر.

### مرآة مقعرة

المرآة المقعرة ويظهر موقع البؤرة F في الشكل. البعد البؤري هو نصف نصف قطر تكوير المرآة.

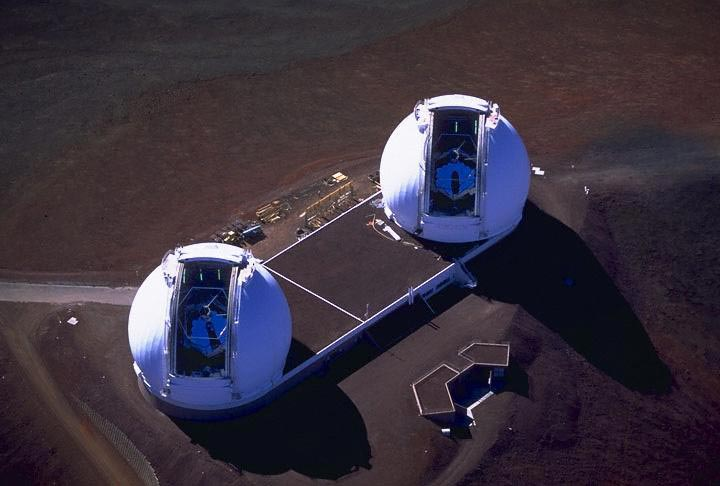
مرصد كيك يتكون من مرصدين ، كل منهما له مرآة مقعرة كبيرة.

تتكون المرآة المقعرة في أبسط تكوينها من جزء من السطح الداخلي العاكس لكرة. إذا سقطت على قلب تلك المرآة الكروية أشعة ضوئية متوازية فهي تجمعها في بؤرة. تبعد نقطة البؤرة F عن سطح المرآة نصف نصف قطر تكور المرآة، ويسمى بعد بؤري ويقاس على المحور الأساسي (انظر الشكل).
لا تتجمع الإشعاعات الضوئية المتوازية بالتمام في البؤرة إذا كانت المرآة كروية مثالية، ولكن تجمع الأشعة يكون منزاحا بعض الشيء عن بعضه البعض بحيث تصبح الصورة عند البؤرة غير واضحة. عرفت تلك الظاهرة في القرن السابع عشر حيث حاول العلماء بناء تلسكوب مرايا (كان تلسكوب العدسات قد ابتكر بالفعل) بحيث تقوم مرآة مقعرة مقام العدسة الرئيسية في التسلكوب. ولكن الصورة لم تكن واضحة.
وجاء عالم الرياضيات غريغوري واقترح تشكيل سطح المرآة في شكل قطع مكافيء بدلا من أن يكون نصف كرة مثالية. في تلك الحالة تنعكس الاشعة المتوازية الساقطة على السطح المشكل في هيئة قطع مكافي في «نقطة واحدة» وهي البؤرة. ونجح العلماء في صناعة تلسكوبات لأغراض الدراسات الفلكية باستخدام المرايا المقعرة واصبحت صورها واضحة كل الوضوح.
من ميزات المرايا المقعرة (مرآة قطع مكافيء) أنه يمكن انتاجها بأحجام كبيرة، يصل قطرها 8 متر أو 10 متر، فتكون لها قوة تضخيم كبيرة للصورة. مثال على ذلك التلسكوب العظيم في تشيلي وتلسكوبات مرصد كيك الأمريكي في هاواي.
انتشر استخدام تلسكوبات المرآة وعلى الأخص في الرصد الفلكي، ومنها ما أطلق إلى الفضاء مثل تلسكوب هابل الفضائي وهو لا يزال يعمل مند عام 1990 .
ملحوظة: بنفس الخاصية تصنع «صينية» الاستقبال التلفزيوني والاستقبال الكهرومغناطيسي (الرادار)، فهي تصنع من صينية معدنية متخذة شكل القطع المكافيء. بذلك تتجمع الأشعة اللاسلكية بعد انعكاسها على الصينية على محس الاستقبال، فتكون إشارة لاسلكية قوية.

### مرآة محدبة
المرأة المحدبة هي السطح العاكس الخارجي من كرة. يعمل انعكاس الاشعة على ذلك السطح على تفريق الاشعة الساقطة، وتتكون صورة غير حقيقية («صورة خيالية»، أي يمكن رؤيتها بالعين، ولكن لا يمكن استقبالها على حائل). تتباعد الأشعة المتوازية الساقطة على سطح تلك المرآة وتبتعد عن نقطة التقاطع المشتركة «خلف المرآة»، لذلك لا يمكن استقبال الصورة الناتجة على حائل (انظر الصورة أدناه).

### الصورة في مرآة مستوية
إذا نظر شخص ما إلى المرآة فإن صورته ستنعكس في المرآة (مثلاً: إذا رفع الشخص أمام المرآة يده اليمنى فإنه سيبدو في المرآة وكأنه قد رفع يده اليسرى). ذلك ما يسمى ظاهرة التناطر الانعكاسي.

## التطبيقات

### الأمان وتحسين الرؤية

#### المرايا المحدبة

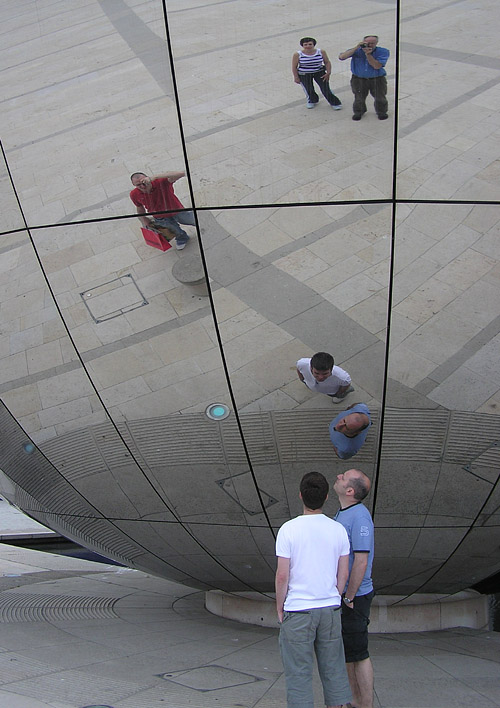
انعكاس في مرآة كروية محدبة. يظهر ملتقط الصورة في أعلى اليمين.

توفر المرايا المحدبة نطاقاً أوسع للرؤية من المرايا المسطحة، وتستخدم عادة في المركبات، وبخاصة الشاحنات الكبيرة، للتقليل من بقع العمى، وتوضع في بعض الأحيان هذه المرايا عند تقاطع الطرقات وفي زوايا بعض المواقع مثل أماكن ركن السيارات لتمكين الناس من الرؤية حول الزوايا ولتفادي الاصطدام بالسيارات أو عربات التسوق، وتستخدم كذلك كجزء من أنظمة الحماية، بحيث يصبح بمقدور كاميرا فيديو واحدة عرض أكثر من زاوية واحدة في الوقت نفسه.

#### مرآة الفم أو مرآة الأسنان
يستخدم أطباء الأسنان مرايا الفم أو مرايا الأسنان لمشاهدة الأسنان وداخل الفم بشكل غير مباشر، ويكون السطح العاكس لهذه المرايا إما مسطحاً أو منحنياً، ويستخدم المهندسون هذه المرايا للرؤية في الأماكن الضيقة وفي الزوايا الضيقة للمعدات.

#### مرايا الرؤية الخلفية

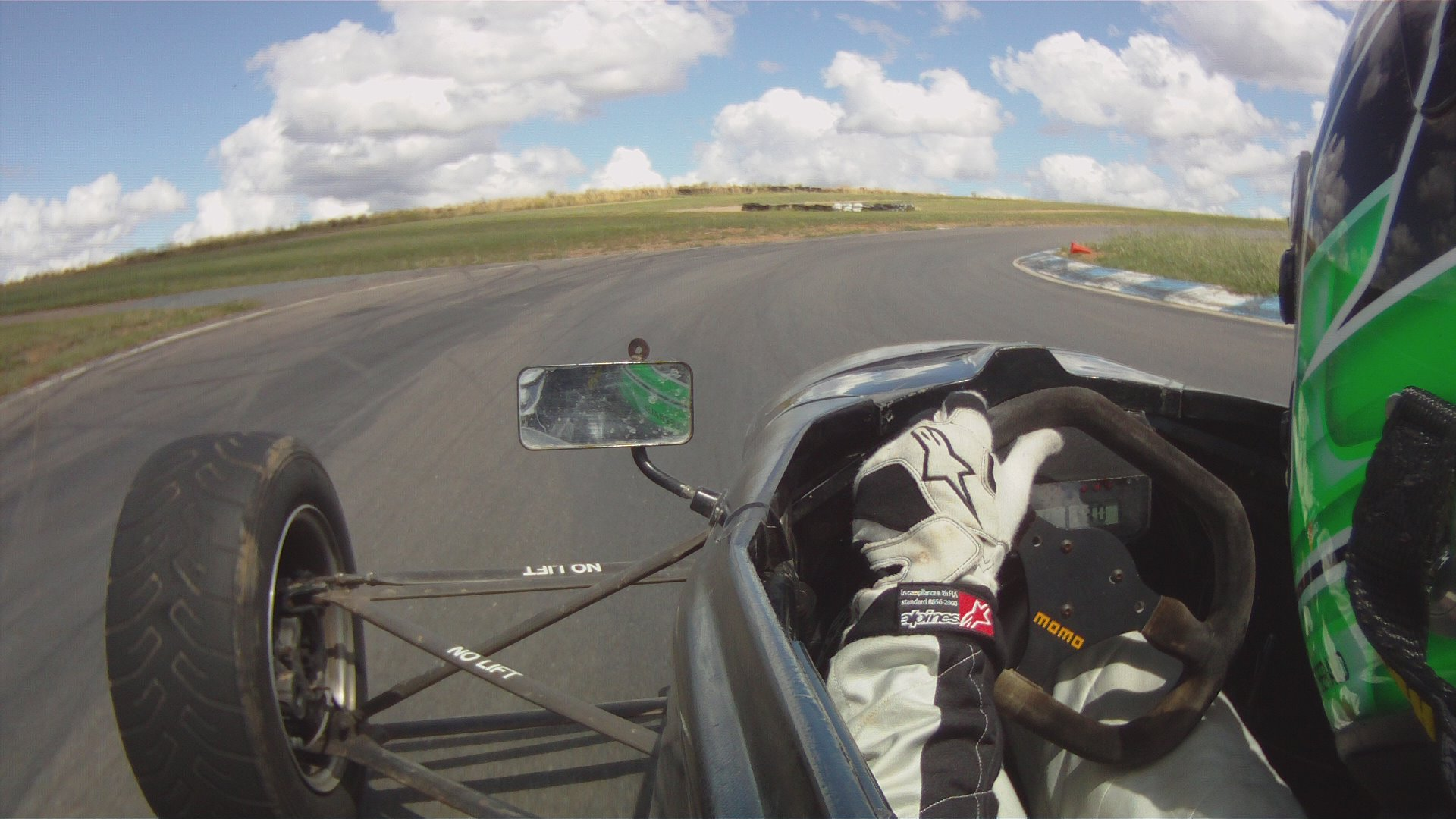
مرآة في سيارة سباق.

تستخدم مرايا الرؤية الخلفية بشكل واسع في المركبات (مثل السيارات والدراجات الهوائية لتمكين السائقين من مشاهدة المركبات القادمة من خلفهم. تحتوي بعض خوذ الدراجات النارية على نظام عاكس بصري متعدد (MROS) وهو عبارة عن مجموعة من الأسطح العاكسة داخل الخوذة تعمل مع بعضها البعض كمرآة للرؤية الخلفية. وفي النظارات الشمسية للرؤية الخلفية، تكون النهاية اليسرى للزجاجة اليسرى والنهاية اليمنى للزجاجة اليمنى عبارة عن مرآة للرؤية الخلفية.

### مرآة نصف شفافة ونوافذ عاكسة

#### مرأة نصف شفافة
المرآة النصف شفافة تستخدم في تجارب علمية كثيرا وفي تقنية الليزر. من صفات تلك المرايا أنها تسمح لجزء من الضوء الساقط عليها بالمرور وتعكس الجزء الآخر . تنتج تلك المرايا بترسيب طبقة معدنية رقيقة جدا على سطحها، سمك نحو 10 ذرات . استخدمت إحدى تلك المرايا في تجربة ميكلسون ومورلي الشهيرة، كما تستخدم في تجارب تحاول قياس موجات ثقالية مثل تجربة جيو 600.

#### زجاج انعكاس كامل
يمكن للوح من الزجاج مصنوع بطريقة خاصة أن يعكس الضوء انعكاسا شبه كامل، بمعى أنه يكاد لا يسمح بنفاذ الأشعة فيه . تتم صناعة هذا الزجاج بترسيب عدة طبقات رقيقة جدا جدا من أنواع زجاج مختلفة في معامل انكسارها. تستخدم تلك التقنية في صناعة نظارات زجاجية شديدة اللمعان بسبب شدة عكسها للضوء . وبحسب عدد الطبقات الرقيقة (قد تصل إلى 50 طبقة) يمكن التحكم في مقدار الضوء المعكوس ومقدارالضوء النافذ في النظارة.

#### نوافذ بطريق واحد
يمكن صنع نوافذ بطريق واحد للعمل مع الضوء المستقطب في المختبرات . كما منها ما يستخدم كمرشحات للضوء، أي تسمح للون معين بالنفاذ فيه وتمنع الضوء الآخر ذو أطوال موجة مخالفة (ألوان أخرى).

### التقنية

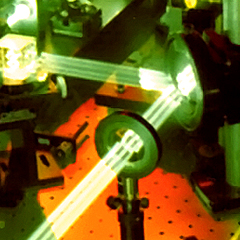
ليزر متعدد الشعاع ينعكس على مرآة

#### أدوات

##### مرايا متقابلة
توضع مرآتان أو أكثر بشكل متقابل تماماً لتعطي مظهراً من الانعكاس اللانهائي، وتستخدم بعض الأجهزة هذه المرايا لتوليد انعكاسات متعددة.

### الاستخدام العسكري
يقال بأن أرخميدس قد استخدم سلسلة من المرايا الكبيرة لإحراق سفن الرومان عند مهاجمتهم لسيراكوس، وعلى الرغم من تجربة هذه الفكرة إلا أنه لم يتم إثباتها أو نفيها لحد الآن.

### الإضاءة الموسمية

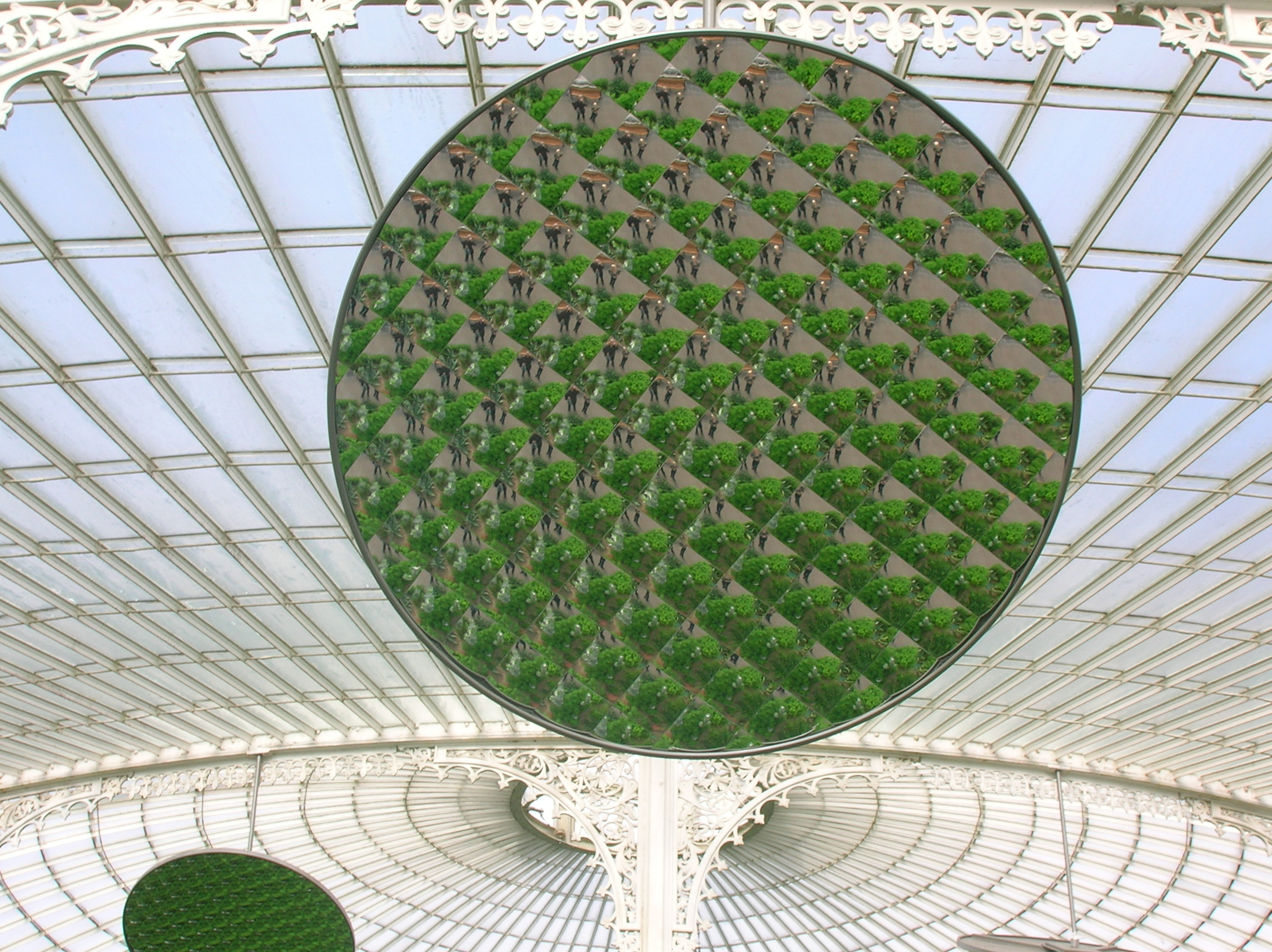
مرآة متعددة النتوءات في سكوتلندا.

استخدمت المرآة للإضاءة الموسمية، فنظراً لموقع القرية الإيطالية فيكانيلا داخل وادٍ شديد الانحدار لا تصل أشعة الشمس إلى القرية بشكل مباشر لمدة سبعة أسابيع في كل شتاء، لذا وفي عام 2006 تم تركيب مرآة مسيطر عليها حاسوبياً بقيمة 100,000 يورو بطول 8 أمتار وعرض 5 أمتار، وذلك لتعكس ضوء الشمس إلى ساحة المدينة. وفي عام 2007 تم تركيب مرآة مشابهة في قرية بوندو في سويسرا. يمكن استخدام المرايا لإنتاج تأثيرات ضوئية محسنة في البيوت البلاستيكية.

### الترف

#### الفن

##### اللوحات
عادة ما يظهر في تصوير الرسامين لشخص ينظر في المرآة انعكاس ذلك الشخص، وهذا نوع من أنواع التجريد، وفي أغلب الأحيان تكون زاوية الرؤية بشكل لا يكون فيه انعكاس الشخص بادياً للعيان. كذلك الأمر في الأفلام والصور الثابتة حيث يبدو الممثل وكأنه ينظر إلى نفسه في المرآة، وحقيقة الأمر أن الانعكاس هو الذي يكون مواجهاً للمرآة، أما الممثل فلا يرى انعكاسه بل يرى الكاميرا ومشغلها في المرآة فقط.
تظهر المرآة في بعض أشهر اللوحات الأوروبية مثل:
- Édouard Manet's A Bar at the Folies-Bergère
- Titian's Venus with a Mirror
- Jan Van Eyck's Arnolfini Portrait
- Pablo Picasso's Girl before a Mirror (1932)
- Diego Velázquez's Las Meninas, wherein the viewer is both the watcher (of a self-portrait in progress) and the watched, and the many adaptations of that painting in various media
- Veronese's Venus with a Mirror

#### الديكور
تستخدم المرايا بكثرة في التزيين الداخلي والديكور والزخرفة.

## المرآة والصحة النفسية
يسمى مرض الخوف من المرآة بالسبكتروفوبيا.

## المرآة والحيوانات

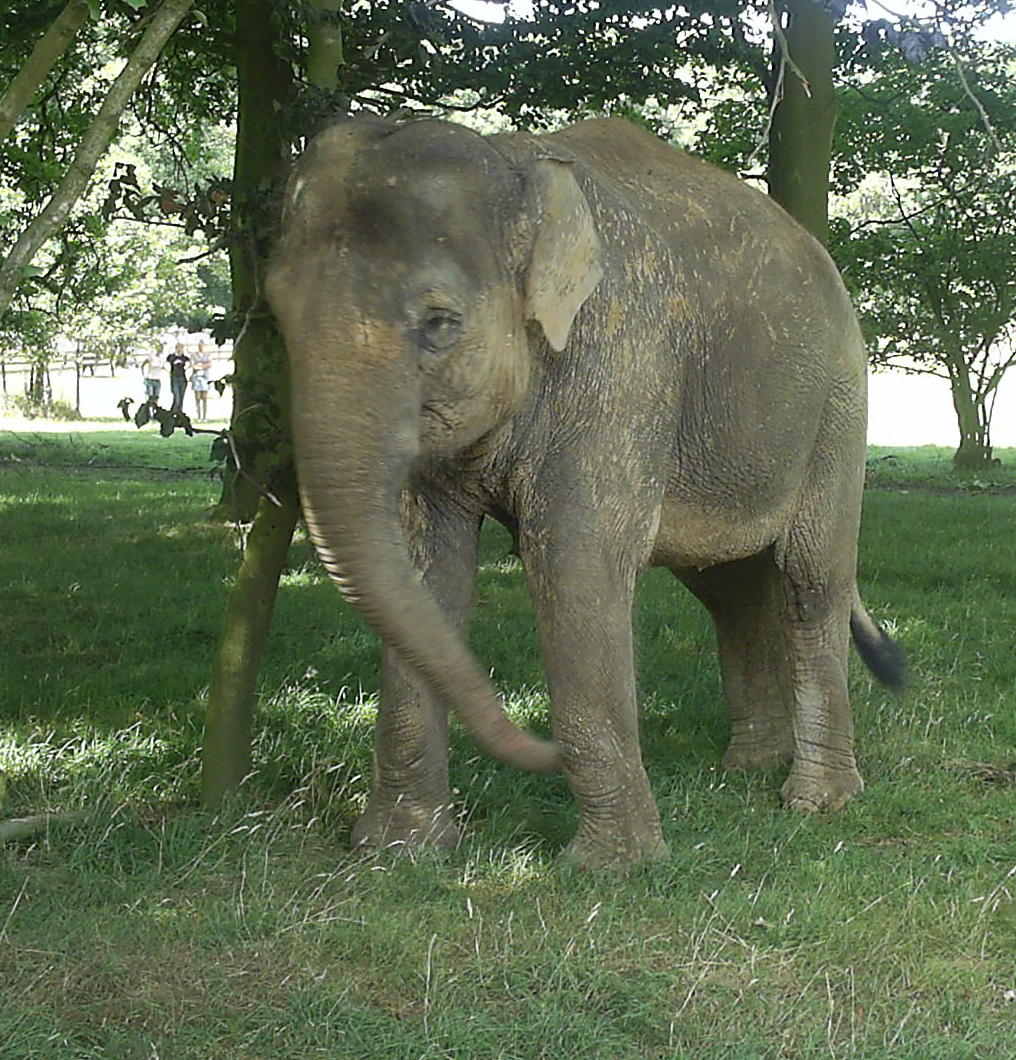
يمكن للفيل الآسيوي أن يتعرف على انعكاس صورته في المرآه

من الحيوانات التي أظهرت تفاعلاً مع المرايا:
- الفيل الآسيوي
- البونوبو
- الشمبانزي العام
- الدلفين
- إنسان الغاب

## أنواع أخرى من المرايا

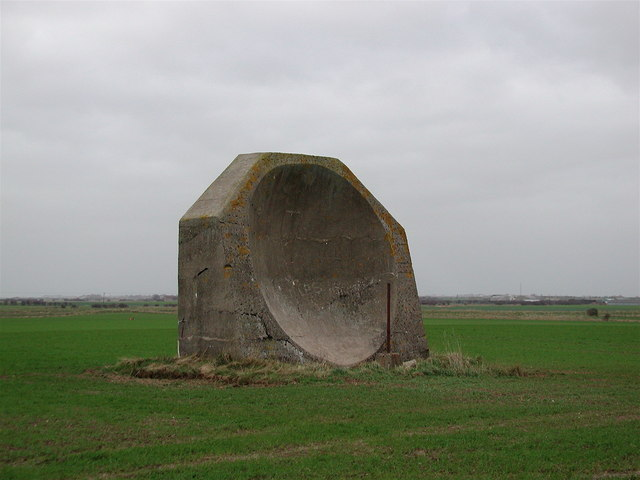
مرآة صوتية بارتفاع 4.5 متر شرق يوركشاير في المملكة المتحدة.

- مرايا صوتية: أجهزة ذات مكونات إلكترونية فعالة، استخدمت لعكس وربما تركيز موجات الصوت.
- مرايا نشطة: مرايا تضخم الضوء الذي تعكسه، وتستخدم لصناعة أقراص الليزر.
- مرايا ذرية: أجهزة تعكس الموجات المادية، تعمل عند زاوية السقوط وتستخدم عادة في قياس التداخل.
- مرايا باردة: مرايا عازلة كهربائياً تعكس الضوء المرئي بشكل كلي، وتسمح بنفاذ الأشعة تحت الحمراء بكفاءة، وهي معاكسة في عملها للمرايا الساخنة.
- عاكسات الزوايا: تستخدم ثلاث مرايا مسطحة لعكس الضوء ليعود إلى مصدره.
- مرايا ساخنة: تعكس الأشعة تحت الحمراء وتسمح للضوء المرئي بالنفاذ، وتستخدم هذه المرايا لفصل الضوء تحت الأحمر غير المرغوب به، للتقليل من سخونة مكونات الأجهزة البصرية، هذه المرايا معاكسة في عملها للمرايا الباردة.
- عاكسات معدنية: تستخدم لعكس الأشعة تحت الحمراء (كما في الموجات الصغرية.
- مرايا غير عكوسية: مرايا تعطي صوراً غير عكوسية لموادها.
- مرايا الأشعة السينية: تنتج انعكاساً براقاً للأشعة السينية.
- المرايا العازلة (مرايا ذات انعكاسية 100%) : المرايا العازلة (انعكاسية براك Bragg Reflector) ذات التركيب متعدد الطبقات العازله تعرف بالكومة (Stack) التي لها اهمية متزايده في عالمنا اليوم لما لها من تطبيقات واسعه في العديد من فروع العلم والتكنولوجيا لاستعمالها الناجح في كثير من انظمة الليزر البصري، من الممكن تدعم (Boosting) بطبقات المواد العازلة بطقة معدن لزيادة الانعكاسية . إن المرايا ذات الانعكاسية العالية (المرايا العازلة) تكون بتركيب الطبقات ذات ترتيب دوري متناوب (Periodic Structures of alternately) بسمك ربع طول موجي للطبقات التي تتضمن تناوب معاملات الانكسار العالي (nH  والواطئ nL(1/4λo)(High-test and Lowest Refractive Indices) للطبقات وبشكل دوري حيث يرمز للصيغة العامة للكومة بالرمز الاساسHL]s ]وسط السقوط